# Burgstall Brand
Der Burgstall Brand, auch Kemenate genannt, ist eine abgegangene Burg hinter dem früheren Rathaus des Gemeindeteils Brand des Marktes Eckental im Landkreis Erlangen-Höchstadt in Bayern.

## Geschichte
Die vermutlich um 1200 erbaute Ortsburg, wurde erstmals 1504 zusammen mit der auch nicht mehr existenten Wasserburg Brand in Brand erwähnt und befand sich im wechselnden Besitz von Nürnberger Bürgern.
Im Zweiten Markgrafenkrieg wurde 1552 die Burg im Besitz eines „Sebolt Geigers“ zerstört und danach wieder aufgebaut. 1737 wurde von Johann Christoph Gugel noch der hintere Giebel in Sandstein erneuert, doch 1778 war die Burg bereits eingefallen und wurde 1801 gänzlich abgebrochen.
Die einstige Burganlage verfügte über ein Gebäude mit Hauszwinger, Zwingermauern, zwei kleine Ecktürme, ein Voithaus, Stadel, Schuppen sowie zwei Tore.